# Joanna Moncrieff
Joanna Moncrieff est une psychiatre et universitaire britannique. Elle est professeure de psychiatrie critique et sociale à l'University College de Londres. Figure centrale du Critical Psychiatry Network, elle se distingue par sa critique du modèle psychopharmacologique contemporain des troubles mentaux, du recours aux traitements médicamenteux et de l'influence de l'industrie pharmaceutique. Elle a écrit des articles, des livres ainsi que des blogs sur l'utilisation et l'utilisation abusive des traitements médicamenteux pour les problèmes de santé mentale, le mécanisme d'action des médicaments psychiatriques, leurs effets subjectifs et psychoactifs, l'histoire du traitement médicamenteux et les preuves de ses avantages et de ses inconvénients. Elle écrit également sur l’histoire et la politique de la psychiatrie en général. Ses livres les plus connus sont Le mythe de la guérison chimique (The Myth of Chemical Cure) et Les pilules les plus amères (The Bitterest Pills).

## Carrière
Le Dr Moncrieff a obtenu son diplôme de médecine à l'Université de Newcastle upon Tyne en 1989. Elle a suivi sa formation en psychiatrie à Londres et dans le sud-est de l'Angleterre durant les années 1990, obtenant le titre de MRCPsych en 1994. En 2001, elle a décroché un doctorat en médecine (un diplôme de recherche avancée au Royaume-Uni) à l'Université de Londres. De 2001 à 2011, elle a exercé en tant que consultante dans une unité de réadaptation psychiatrique destinée aux personnes souffrant de troubles mentaux graves et persistants. Elle travaille comme consultante en psychiatrie communautaire pour adultes au North East London NHS Foundation Trust, et elle est professeur de psychiatrie critique et sociale à l'University College de Londres, après avoir été maître de conférences à la division de psychiatrie. Elle est également chercheuse principale de l'étude RADAR (Research into Antipsychotic Discontinuation And Reduction), financée par le NIHR. Par ailleurs, le Dr Moncrieff est membre fondatrice et coprésidente du Critical Psychiatry Network. Ce groupe rassemble des psychiatres du monde entier qui remettent en question l'idée que les troubles mentaux se résument à de simples maladies du cerveau. Ils militent pour limiter l'influence de l'industrie pharmaceutique et promouvoir des approches alternatives à une pratique strictement fondée sur le modèle médical.
Le professeur Moncrieff s'est présenté aux élections du conseil municipal d'Ingatestone, Fryerning et Mountnessing : Brentwood en 2021 et 2022 en tant que candidat du Parti travailliste, mais n'a pas été élue.

## Recherche et rédaction

### Le rôle des médicaments dans la psychiatrie moderne
Les recherches de Moncrieff contestent l'idée que les médicaments agissent spécifiquement sur des maladies ou des anomalies biologiques sous-jacentes. Elle est particulièrement reconnue pour avoir remis en cause la théorie selon laquelle les troubles mentaux seraient dus à des déséquilibres chimiques. Elle montre qu'il existe peu de preuves d'anomalies du système sérotoninergique dans la dépression, ou d'anomalies du système dopaminergique dans la psychose ou la schizophrénie. Elle analyse l'évolution de l'idée selon laquelle les médicaments psychiatriques représentent des solutions miracles et examine le rôle joué par l'industrie pharmaceutique, les professionnels de la psychiatrie et l'État dans la diffusion de ce modèle. Elle a également mis en évidence l'augmentation constante des prescriptions de médicaments psychiatriques au cours de la dernière décennie et analysé la manière dont l'industrie pharmaceutique a créé des affections comme le TDAH chez l'adulte, et le « nouveau trouble bipolaire » pour aider à la commercialisation de ces médicaments.

### Modèles d'action des médicaments
Moncrieff n'est pas fondamentalement opposée à l'utilisation de médicaments pour traiter les problèmes de santé mentale, mais elle estime que leur mode d'action est souvent mal compris. Elle a élaboré deux modèles alternatifs pour interpréter les effets des médicaments prescrits dans ce contexte. Le modèle actuel, dit « centré sur la maladie », postule que les médicaments agissent en corrigeant une anomalie biologique sous-jacente supposée être à l'origine des symptômes du trouble concerné. Par opposition, Moncrieff propose un modèle « centré sur la substance », selon lequel les médicaments psychiatriques, en tant que substances psychoactives, modifient la façon dont les individus pensent, ressentent et se comportent. Dans cette perspective, les médicaments psychiatriques n'auraient pas d'effets biologiques spécifiques sur les personnes atteintes de troubles mentaux, mais produiraient des effets caractéristiques chez tous ceux qui les consomment. Toutefois, les changements induits par certaines substances peuvent, dans certains cas, atténuer ou masquer les manifestations symptomatiques de certains troubles mentaux. Le mythe de la guérison chimique (The Myth of the Chemical Cure) retrace l’émergence et le développement du modèle centré sur la maladie à partir des années 1950. Le livre met en évidence le manque de preuves en faveur du modèle d’action des médicaments centré sur la maladie pour chaque grande classe de médicaments psychiatriques. Il explore également les intérêts commerciaux, professionnels et politiques derrière le modèle centré sur la maladie,.

### Antidépresseurs
Moncrieff a écrit plusieurs articles critiquant la méthodologie de la recherche sur les antidépresseurs. Elle a mené une méta-analyse Cochrane portant sur un nombre restreint d'essais cliniques comparant les antidépresseurs à un placebo « actif », conçu pour reproduire certains des effets secondaires des antidépresseurs. Elle a publié l'un des rares articles décrivant les effets psychoactifs des antidépresseurs modernes et leur association avec des idées suicidaires et des effets physiques.
En collaboration avec le Dr Mark Horowitz, Moncrieff a mené en 2022 la première revue systématique des preuves de la théorie du « déséquilibre chimique » de la sérotonine dans la dépression, qui suggère que les preuves ne soutiennent pas l'hypothèse,.

### Antipsychotiques
The Bitterest Pills retrace l’histoire des médicaments antipsychotiques depuis l’introduction de la chlorpromazine dans les années 1950. L'ouvrage explore également des évolutions récentes, telles que la commercialisation des antipsychotiques à travers le mouvement d'intervention précoce et la diffusion d'une définition élargie et renouvelée du trouble bipolaire,[page à préciser]. Moncrieff décrit également le développement culturel du nouveau concept de trouble bipolaire, qu'elle qualifie de « médicalisation des « hauts et des bas » ». Les recherches menées par Moncrieff et ses collègues ont décrit et comparé les effets subjectifs ou psychoactifs de différents antipsychotiques. Cela comprenait une publication dans la revue controversée et non évaluée par des pairs Medical Hypotheses.

### Lithium
Dans ses premières recherches, Moncrieff a examiné les preuves de l'efficacité du lithium. Elle a soutenu qu'il n'existait aucune preuve que le lithium fût plus efficace que d'autres sédatifs dans le traitement de la manie aiguë, et que son efficacité dans la prévention des rechutes de dépression maniaque était en réalité attribuable aux effets indésirables liés à l'arrêt brusque du lithium. Dans des recherches ultérieures, elle a démontré que les études sur les résultats du traitement au lithium dans des contextes réels échouent à prouver son efficacité, et suggèrent même qu'il pourrait aggraver l'évolution de la dépression maniaque.

### Autres drogues
Moncrieff a examiné de manière critique la littérature sur l'utilisation de traitements médicamenteux comme l'acamprosate et la naltrexone pour l'alcoolisme ainsi que sur l'utilisation de stimulants chez les enfants,[page à préciser].

### Histoire et politique de la psychiatrie
Moncrieff a élaboré une analyse politique des facteurs qui sous-tendent la théorie et la pratique contemporaines de la santé mentale, en explorant notamment l'influence du néolibéralisme,. Elle a publié des articles sur le contexte historique de l'émergence du traitement médicamenteux moderne, l'histoire de la pensée psychiatrique au XXe siècle et de la « tranquillisation rapide » en psychiatrie, ainsi que des livres sur l'histoire des traitements médicamenteux.

## Livres
- Le mythe de la cure chimique : une critique du traitement médicamenteux psychiatrique (en anglais : The Myth of the Chemical Cure: a critique of psychiatric drug treatment), Palgrave, 2008.  (ISBN 978-0-230-57431-1)
- A Straight Talking Introduction to Psychiatric Drugs, PCCS Books, 2009. (ISBN 978-1-906254-17-9)
- Les pilules les plus amères : l’histoire troublante des médicaments antipsychotiques (en anglais : The Bitterest Pills: The Troubling Story of Antipsychotic drugs), Palgrave, 2013. (ISBN 978-1-137-27742-8)